# Крючёк, Сергей Сергеевич
Сергей Сергеевич Крючёк (род. 27 февраля 1942) — советский легкоатлет, специалист по бегу на средние дистанции. Выступал за сборную СССР по лёгкой атлетике в конце 1960-х — начале 1970-х годов, двукратный чемпион Европы в помещении, победитель и призёр первенств всесоюзного значения. Мастер спорта СССР международного класса. Преподаватель Университета имени Лесгафта. Кандидат педагогических наук.

## Биография
Сергей Крючёк родился 27 февраля 1942 года.
Занимался лёгкой атлетикой в Ленинграде под руководством заслуженного тренера СССР Ивана Семёновича Пожидаева, окончил Ленинградский государственный педагогический институт имени А. И. Герцена по специальности «физическая культура и спорт». Выступал за добровольное спортивное общество «Буревестник» и Вооружённые Силы.
Впервые заявил о себе на всесоюзном уровне в сезоне 1966 года, когда на чемпионате СССР в Днепропетровске стал бронзовым призёром в беге на 800 метров.
В 1967 году на чемпионате страны в рамках IV летней Спартакиады народов СССР в Москве превзошёл всех соперников в дисциплине 800 метров и завоевал золотую медаль.
В 1968 году на Европейских легкоатлетических играх в помещении в Мадриде взял бронзу в индивидуальном беге на 800 метров, кроме того, совместно с Александром Лебедевым, Борисом Савчуком и Игорем Потапченко одержал победу в мужской смешанной эстафете 182 + 364 + 546 + 728 метра (бежал заключительный 728-метровый этап).
На чемпионате СССР 1969 года в Киеве выиграл дистанцию 800 метров, установив при этом новый всесоюзный рекорд на открытом стадионе — 1.46,2. Принимал участие в чемпионате Европы в Афинах — с результатом 1.53,3 остановился на стадии полуфиналов.
В 1970 году на чемпионате Европы в помещении в Вене вместе с соотечественниками Александром Конниковым, Владимиром Колесниковым и Иваном Ивановым одержал победу в смешанной эстафете 400 + 600 + 800 + 1000 метров. В индивидуальном беге на 800 метров в финале финишировал восьмым.
За выдающиеся спортивные достижения удостоен почётного звания «Мастер спорта СССР международного класса».
Впоследствии в течение многих лет работал преподавателем на кафедре теории и методики физической культуры Национального государственного университета физической культуры, спорта и здоровья имени П. Ф. Лесгафта. Кандидат педагогических наук. Доцент. Заслуженный работник физической культуры Российской Федерации.